# Be2
Be2, skrivet be2 av företaget, är en av världens största kontaktförmedlingar inom matchmaking på nätet, även kallat nätdejting. Be2 finns i 37 länder med över 19 miljoner registrerade användare. Namnet be2 härstammar från det engelska uttrycket "be two".
Be2 grundades ursprungligen som en tysk matchmakingtjänst 2004 av online-entreprenören Robert Wuttke.  Samma år lanserades tjänsten sedan även i Spanien och Italien. 
Be2s matchmaking baseras på matchning av profiler. Profilen skapas utifrån svar på frågor som bland annat baseras på Myers Briggs Type Indicator. [källa behövs]
Be2:s metod att få medlemmar att betala större belopp än de haft för avsikt, har orsakat ett antal anmälningar till Allmänna Reklamationsnämnden, som flera gånger fattat beslut till konsumentens fördel. Det handlar främst om att köparen tror sig betala ett lägre engångsbelopp för en provapåtid men sedan fortsätter företaget "dra" betydligt större belopp från innehavarens kreditkort.[källa behövs] Det går inte heller att kontakta företaget annat än via brev till Luxemburg, trots att de marknadsför sig i Sverige. 